# فيليكس كرون
فيليكس كرون (بالفنلندية: Felix Krohn)‏ هو موزع وملحن فنلندي، ولد في 20 مايو 1898 في تامبيري في فنلندا، وتوفي في 8 نوفمبر 1963 في لاهتي في فنلندا.

## وصلات خارجية
- فيليكس كرون على موقع IMDb (الإنجليزية)
- فيليكس كرون على موقع ميوزك برينز (الإنجليزية)
- فيليكس كرون على موقع أول ميوزيك (الإنجليزية)
- فيليكس كرون على موقع ديسكوغز (الإنجليزية)
- فيليكس كرون على موقع قاعدة بيانات الفيلم (الإنجليزية)